# Бониту-ди-Санта-Фе
Бониту-ди-Санта-Фе (порт. Bonito de Santa Fé) — муниципалитет в Бразилии, входит в штат Параиба. Составная часть мезорегиона Сертан штата Параиба. Входит в экономико-статистический микрорегион Кажазейрас. Население составляет 9368 человек на 2006 год. Занимает площадь 228,326 км². Плотность населения — 41,0 чел./км².

## Статистика
- Валовой внутренний продукт на 2003 год составляет 20 150 584,00 реалов (данные: Бразильский институт географии и статистики).
- Валовой внутренний продукт на душу населения на 2003 год составляет 2165,57 реалов (данные: Бразильский институт географии и статистики).
- Индекс развития человеческого потенциала на 2000 год составляет 0,574 (данные: Программа развития ООН).

## География
Климат местности: тропический.

## Известные уроженцы
- Таня Альвес (род. 1953) — бразильская актриса театра, кино и телевидения.